# دراگانووتسی
دراگانووتسی (به بلغاری: Draganovtsi) روستایی در بلغارستان است که در شهرستان گابروو واقع شده‌است.